# Joseph Beal Steere

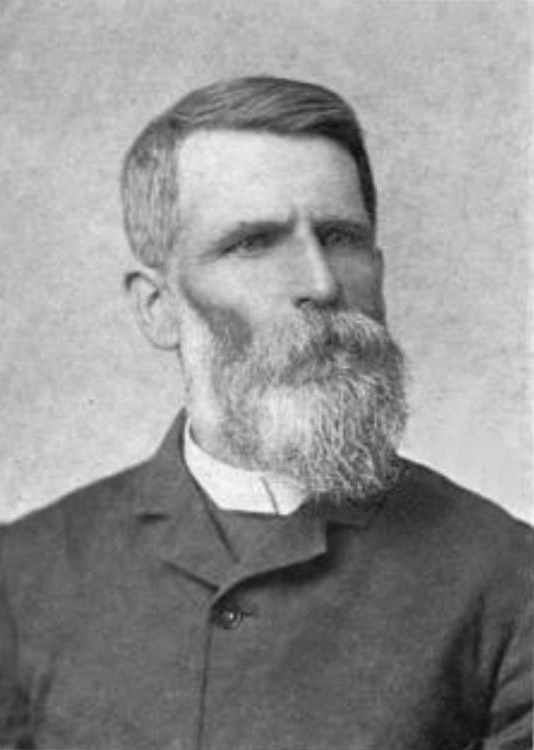
Joseph Beal Steere (1906)

Joseph Beal Steere (* 9. Februar 1842 in Rollin, Lenawee County, Michigan; † 7. Dezember 1940 in Ypsilanti, Michigan) war ein US-amerikanischer Ornithologe und Forschungsreisender.

## Leben
Steere war der Sohn von William Millhouse und Elizabeth Cleghorn Steere, geborene Beal. Seine Eltern waren Quäker. Er erwarb 1868 den Bachelor of Arts und 1870 den Bachelor of Laws an der University of Michigan.
Im September 1870 brach er zu einer fünfjährigen Sammelexpedition für das University of Michigan Museum of Natural History auf. Er reiste von New York City nach Brasilien, um den Amazonas zu erkunden, und verbrachte etwa achtzehn Monate an diesem Fluss und seinen Nebenflüssen. Seine zoologischen, botanischen und archäologischen Kollektionen wurden den Fluss hinunter zum amerikanischen Konsul in Belém befördert, der sie nach Ann Arbor sandte. 
Von Dezember 1871 bis Mai 1873 bereiste Steere Peru und Ecuador. Er besuchte die Mündung des Río Huallaga, im März 1872 die Ortschaft Yurimaguas im peruanischen Regenwald und überquerte dann die Anden. Teile der Reise legte er zu Fuß und zu Pferd zurück. Unterwegs verbrachte er einige Zeit in den alten Städten Moyobamba (Mai 1872), Chachapoyas (Juni 1872) und Cajamarca (Juli bis September 1872). In der Stadt Huanchaco in der Nähe der alten Stadt Trujillo erreichte er im November 1872 die Meeresküste. Von dort reiste er nach Lima und im Januar 1873 nach Guayaquil und dann über Land nach Quito, wobei er seine Sammlungen ständig vergrößerte. Im Februar 1873 bestieg er den Vulkan Pichincha und ging bis zum Grund des Kraters hinunter. Er kehrte von Quito nach Lima zurück und unternahm eine Exkursion entlang der Küste Perus, wo er unter anderen alte peruanische Keramik aus Gräbern sammelte. Von Lima aus besuchte er die Bergbauregion von Cerro de Pasco, wo er Mineralien sammelte. Im Mai 1873 erreichte er schließlich den Hafen von Callao, von wo aus er mit einem Schiff, das 800 Kulis nach Macau transportierte, den Pazifik überquerte. 
Von Macau aus reiste er im August 1873 nacheinander nach Hongkong und Guangzhou und im Oktober 1873 zur Insel Formosa, wo er sechs Monate verbrachte, um eine Expedition zu den Kopfjägern zu unternehmen. Dort fand er Manuskripte, die er als Relikte der dort zweihundertfünfzig Jahre zuvor gegründeten niederländischen Mission ansah. Im März 1874 verließ er Formosa und reiste über Hongkong zu den Philippinen, wo er zehn Monate verbrachte. Er besuchte mehrere Orte, die noch nie zuvor von Naturforschern erkundet wurden, und entdeckte vierzig neue Vogelarten, deren Typusexemplare sich heute in der Sammlung den University of Michigan Museum of Natural History befinden. 
Im Juli 1874 fuhr er mit einem kleinen Dampfschiff in die Kolonie Puerto Princesa auf der Insel Palawan und durchquerte nach einem Monat harter Arbeit die Insel Balabac, wo er fast am Malariafieber gestorben wäre. Er konnte jedoch rechtzeitig nach Mindanao übersetzen, wo er etwa sechs Wochen in Zamboanga City verbrachte, um sich zu kurieren.
Von den Philippinen aus reiste er nach Singapur, von dort nach Malakka und unternahm eine Reise durch die niederländischen Molukken, wo er mehrere Orte auf den Inseln Buru, Ambon und Ternate besuchte. Auf letzterer bestieg er den Vulkan Gamalama. Auf den Molukken trug er eine große Sammlung von Paradiesvögeln zusammen. Nach Zwischenstopps in Makassar, Celebes und Surabaja, Java ging es zurück nach Singapur, und von dort aus, über den Sueskanal und das Mittelmeer nach Marseille, mit Zwischenstopp in Neapel. Mit der Bahn fuhr er durch Frankreich und dann über London nach Liverpool. Im Oktober 1875 kehrte er nach Ann Arbor zurück.
Seine Expedition wurde von seinem Cousin Rice A. Beal, dem Herausgeber des Ann Arbor Courier, unter der Bedingung finanziert, dass Steere regelmäßig Briefe zurückschickt, die im Courier veröffentlicht wurden. Steere hatte eine enorme Menge an naturhistorischem Material angesammelt. Zoologische Proben umfassten 3000 Vögel, zahlreiche Säugetiere, 200 Reptilien, 300 Fische, 100.000 Muscheln, 500 Krebstiere, 1000 Korallen und 12.000 Insekten. Seine botanischen Exemplare bestanden aus Pflanzen, Farnen, Blättern, Gehölzen, Blüten und Früchten. Anthropologisches Material umfasste 500 Exemplare von Keramik, Waffen, Geräte, Zeremonialgegenstände, Kleidung und andere Gegenstände.
Im Jahre 1875 verlieh ihm die University of Michigan den akademischen Grad des Doktors der Philosophie in Anerkennung seiner wissenschaftlichen Leistungen. Von 1876 bis 1877 war er Assistenzprofessor in Paläontologie und von 1877 bis 1879 Assistenzprofessor in Zoologie und Paläontologie. Von 1879 bis 1881 war er Professor in Zoologie und Kurator am University of Michigan Museum of Natural History. Er trat 1894 auf Antrag des Leitungsorgans der University of Michigan zurück, möglicherweise weil seine unverblümte Haltung zur Mäßigung die deutsche Gemeinschaft in Ann Arbor verärgert hatte. Anschließend zog er sich auf eine Farm in der Nähe von Ypsilanti zurück, wo er bis zu seinem Tod lebte.
1901 unternahm er im Auftrag der Smithsonian Institution mit einigen Studenten eine letzte Sammelexpedition ins Amazonasgebiet.
Am 30. September 1879 heiratete Steere Helen Buzzard, die vor ihrer Ehe Direktorin der ersten Gemeindeschule von Ann Arbor war. Das Paar hatte fünf Töchter und vier Söhne.
Steere beschrieb mehrere Vogelarten von den Philippinen, darunter den Braunnacken-Nektarvogel (Aethopyga guimarasensis), den Schwarzkappen-Brillenvogel (Sterrhoptilus nigrocapitatus), den Helenamonarch (Hypothymis helenae), den Mindanaoraupenfänger (Lalage minor), den Platinzwergfischer (Ceyx flumenicola), den Schieferkopfbülbül (Hypsipetes siquijorensis), den Mindoro-Spatelschwanzpapagei (Prioniturus mindorensis), den Luzon-Spatelschwanzpapagei (Prioniturus luconensis), die Cebuschama (Copsychus cebuensis), den Samarschneidervogel (Orthotomus samarensis), den Mindoro-Tariktikhornvogel (Penelopides mindorensis), den Samar-Hornvogel (Penelopides samarensis), den Mindanaozwergfischer (Ceyx mindanensis), den Samarbreitrachen (Sarcophanops samarensis), den Visayasraupenfänger (Coracina panayensis) und den Samarfächerschwanz (Rhipidura samarensis). An Säugetieren beschrieb er das Mindanao-Hörnchen (Sundasciurus mindanensis) und das Samar-Hörnchen (Sundasciurus samarensis).

## Dedikationsnamen
Nach Steere sind die Azurbrustpitta (Pitta steerii), der Blaunacken-Bartvogel (Eubucco steerii), der Mindanaobreitrachen (Sarcophanops steerii), der Philippinenpirol (Oriolus steerii), der Mindorokuckuck (Centropus steerii), der Formosabunthäherling (Liocichla steerii), der Philippinenwespenbussard (Pernis steerei) sowie die Unterart Pyrrhula leucogenis steerei des Weißwangengimpels benannt. 1908 beschrieb Leonhard Hess Stejneger die Skinkart Parvoscincus steerei von den Philippinen. 1911 benannte Edward Alphonso Goldman die Steere-Kurzstachelratte (Proechimys steerei) nach Steere.